# Aleksy Kazberuk
Aleksy Kazberuk (ur. 29 lipca 1936 we wsi Juszkowy Gród koło Białegostoku, zm. 6 lipca 2012 w Łupkach) – polski poeta, prawnik. Debiutował w 1964 roku.

## Życiorys
Aleksy Kazberuk (ur. 29 lipca 1936 r. we wsi Juszkowy Gród, gm. Michałowo, zm. 6 lipca 2012 r. w Łupkach, gm. Pisz ). Absolwent Liceum Ogólnokształcącego w Michałowie (1955) oraz prawa na Uniwersytecie Warszawskim (1964).  Od 1969 członek Związku Literatów Polskich, a  od 1989 Oddziału Białostockiego ZLP. W latach 60. był aktywnym członkiem Białostockiego Klubu Literackiego, później związał się z olsztyńskim i warszawskim środowiskiem literackim.

## Wydał tomiki poezji
- "Dzięcioły" (LSW, Warszawa 1965)
- "Ognie na śniegu" (Wydawnictwo Lubelskie, Lublin 1965)
- "Arka bezludna" (Wydawnictwo Lubelskie, Lublin 1968)
- "Daltonia" (Iskry, Warszawa 1973)
- "Harakiria" (Iskry, Warszawa 1977)